# Resolutie 945 Veiligheidsraad Verenigde Naties
Resolutie 945 van de Veiligheidsraad van de Verenigde Naties werd unaniem aangenomen op 30 september 1994. De resolutie verlengde de UNAVEM II-missie in Angola met een maand.

## Achtergrond
Nadat Angola in 1975 onafhankelijk was geworden van Portugal, keerden de verschillende onafhankelijkheidsbewegingen zich tegen elkaar om de macht. Onder meer Zuid-Afrika en Cuba bemoeiden zich in de burgeroorlog, tot ze zich in 1988 terugtrokken. De VN-missie UNAVEM I zag toe op het vertrek van de Cubanen. Een staakt-het-vuren volgde in 1990, en hiervoor werd de UNAVEM II-missie gestuurd. In 1991 werden akkoorden gesloten om democratische verkiezingen te houden die eveneens door UNAVEM II zouden worden waargenomen.

## Inhoud

### Waarnemingen
De Veiligheidsraad wees er nog eens op dat zijn toekomstige beslissingen over de rol van de VN in Angola zouden afhangen van de wil die de partijen toonden om vrede te bereiken. Er was nog steeds ernstige bezorgdheid over vijandelijkheden in dat land die vredesgesprekken in Lusaka en de uitvoering van UNAVEM II's mandaat verstoorden en ook de bevolking deden lijden. Ook zouden de maatregelen die met resolutie 864 (1993) waren opgelegd – het wapenembargo tegen UNITA – zijn geschonden.

### Handelingen
Het mandaat van de UNAVEM II-missie werd verlengd tot 31 oktober. Beide partijen moesten er alles aan doen om tegen die datum in Lusaka klaar te zijn met de gesprekken en een akkoord te tekenen. Verdere vertraging was dan ook onaanvaardbaar. De UNITA had nu formeel een aantal voorstellen aanvaard, waardoor verdere maatregelen tegen die partij niet aan de orde waren. Indien er geen akkoord zou komen, dan zou de rol van de VN in de betreffende kwestie worden herzien. In het
andere geval zou de UNAVEM II-missie versterkt worden tot het oude niveau om het akkoord mee uit te voeren. Intussen moesten alle militaire operaties onmiddellijk stoppen.
Acties die de hulpverlening aan de bevolking hinderden, zoals het leggen van landmijnen, werden veroordeeld. De verdwijning van hulpverleners op 27 augustus stemde tot ongerustheid. Zij moesten meteen worden vrijgelaten en hun verdwijning moest worden onderzocht. Ook werden alle landen eraan herinnerd dat ze verplicht waren het wapenembargo tegen UNITA na te leven, gezien de gerapporteerde schendingen ervan. Secretaris-generaal Boutros Boutros-Ghali werd ten slotte gevraagd de Veiligheidsraad op de hoogte te houden over het verloop van de gesprekken en de humanitaire situatie en om tegen 20 oktober te rapporteren.

## Verwante resoluties
- Resolutie 922 Veiligheidsraad Verenigde Naties
- Resolutie 932 Veiligheidsraad Verenigde Naties
- Resolutie 952 Veiligheidsraad Verenigde Naties
- Resolutie 966 Veiligheidsraad Verenigde Naties

Lijst ·  893 ·  894 ·  895 ·  896 ·  897 ·  898 ·  899 ·  900 ·  901 ·  902 ·  903 ·  904 ·  905 ·  906 ·  907 ·  908 ·  909 ·  910 ·  911 ·  912 ·  913 ·  914 ·  915 ·  916 ·  917 ·  918 ·  919 ·  920 ·  921 ·  922 ·  923 ·  924 ·  925 ·  926 ·  927 ·  928 ·  929 ·  930 ·  931 ·  932 ·  933 ·  934 ·  935 ·  936 ·  937 ·  938 ·  939 ·  940 ·  941 ·  942 ·  943 ·  944 ·  945 ·  946 ·  947 ·  948 ·  949 ·  950 ·  951 ·  952 ·  953 ·  954 ·  955 ·  956 ·  957 ·  958 ·  959 ·  960 ·  961 ·  962 ·  963 ·  964 ·  965 ·  966 ·  967 ·  968 ·  969